# Drottningen 8 och 11

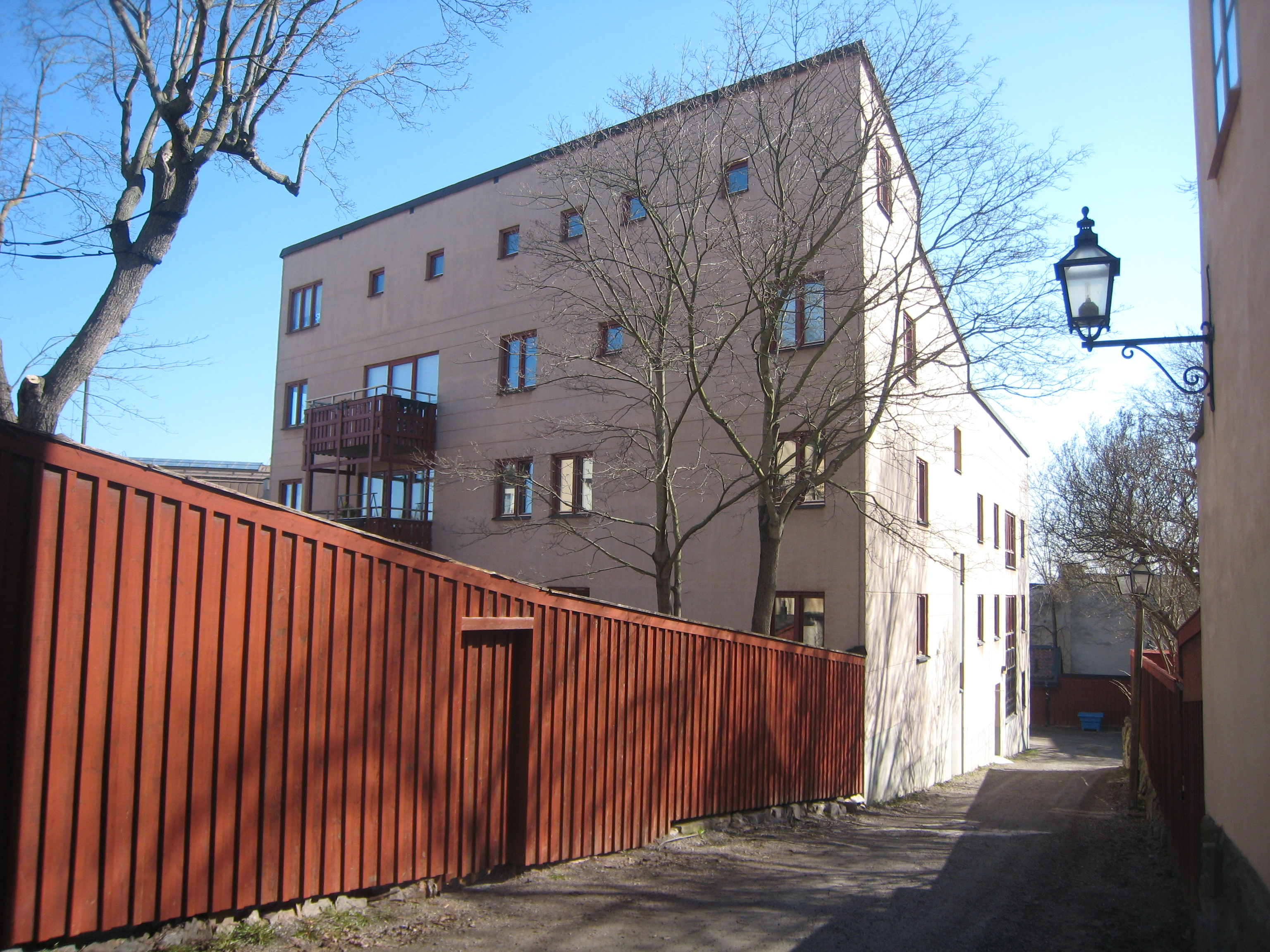
Kvarteret sett från Roddargatan.

Drottningen 8 och 11 är två fastigheter i kvarteret Drottningen, belägna ovanför (söder om) Glasbruksgatan på Katarinaberget på Södermalm i centrala Stockholm. 

## Beskrivning
Drottningen 8 och 11 uppfördes 1985 efter ritningar av arkitekt Bengt Lindroos som belönades med 1986 års Kasper Salinpris för projektet.
Den omgivande bebyggelsen med bevarade 1700-talshus har stått som förebild för den nya bebyggelsen som inordnar sig i det befintliga stadslandskapet. Projektet omfattade ett trettiotal lägenheter fördelade på flera smala byggnadskroppar som placerats på den branta tomten. För att skapa en variation har omväxlande pulpet- och sadeltak använts.
I juryns motivering till 1986 års Kasper Salin-priset skrev juryn "Bostadsgruppen på Katarinaberget, som ligger väl synligt från stora delar av Stockholm, har på ett finstämt sätt anpassats till sin historiska omgivning med anor från 1700-tal" och berömde hur bebyggelse knöt an till den gamla bebyggelsen med ett "formspråk som ändå tillhör vår tid". Förutom priset har bebyggelsen fått diplom från Europa Nostra och Svenska Byggnadsvårdsföreningen samt Bengt Malmstens pris för god stadsplanekonst.
Byggmästare var Sven Torstensson som byggde husen för egen förvaltning och de ägs fortfarande av familjeföretaget.

## Bilder

Kvarteret sett från Glasbruksgatan
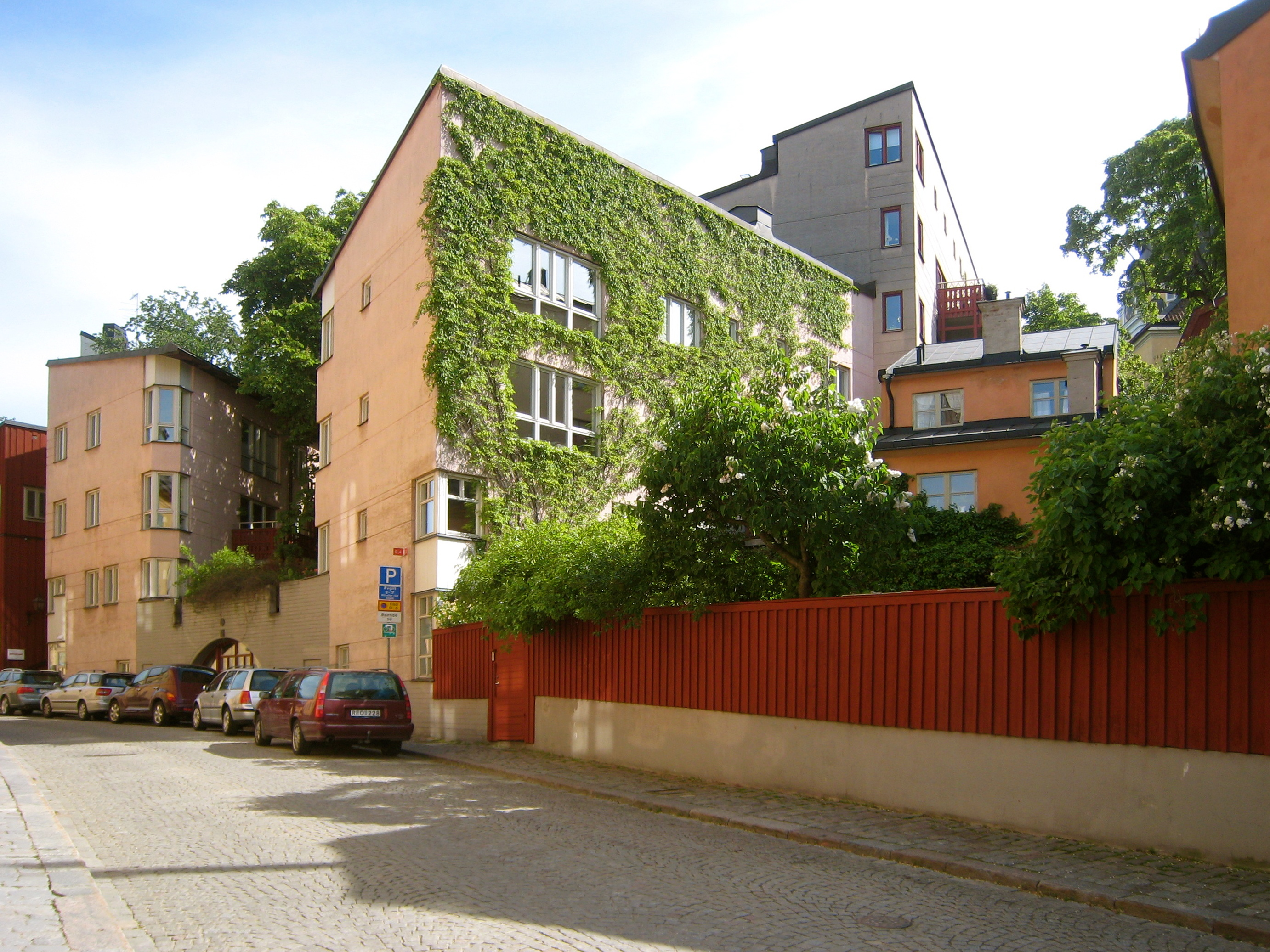
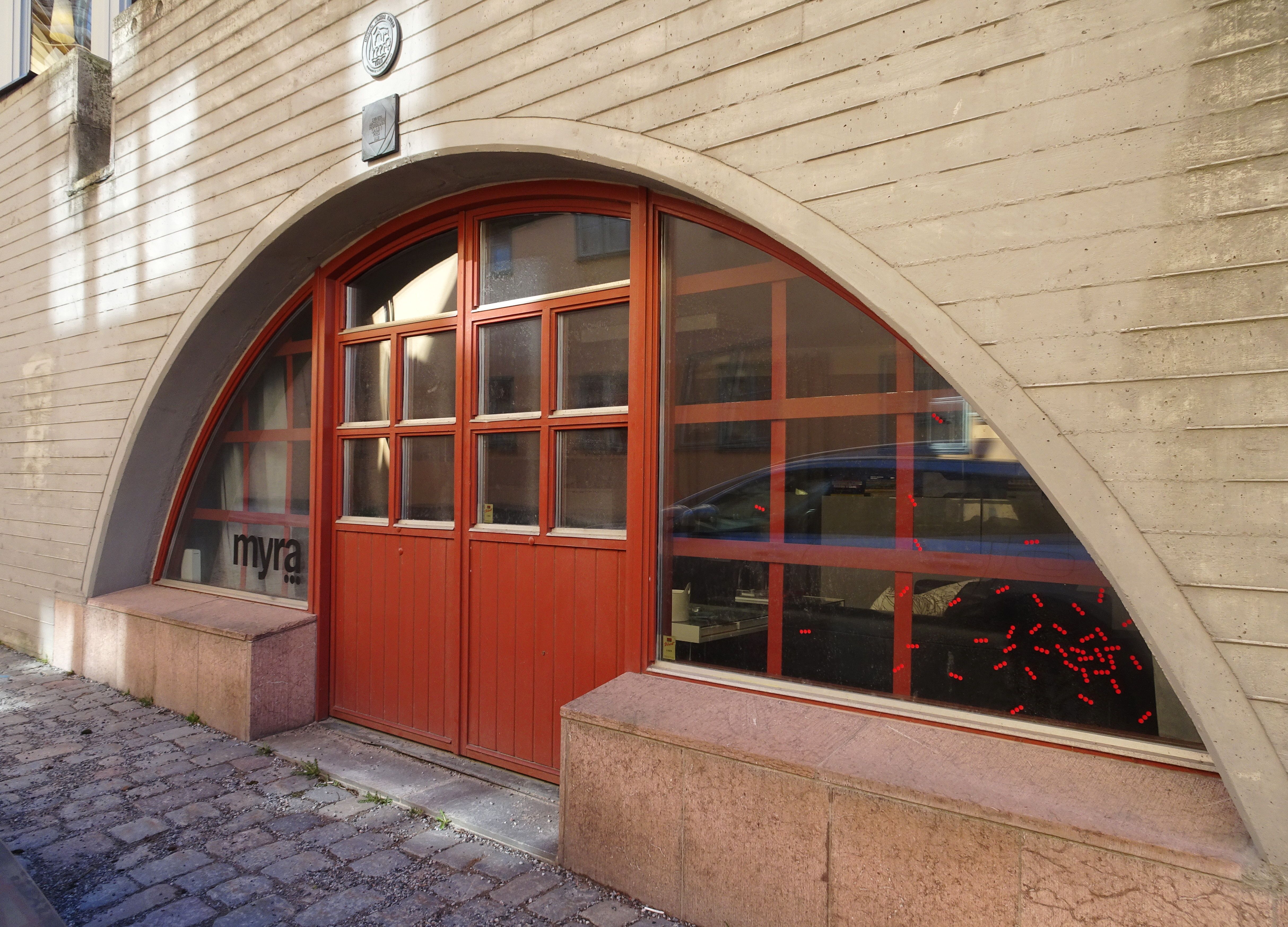
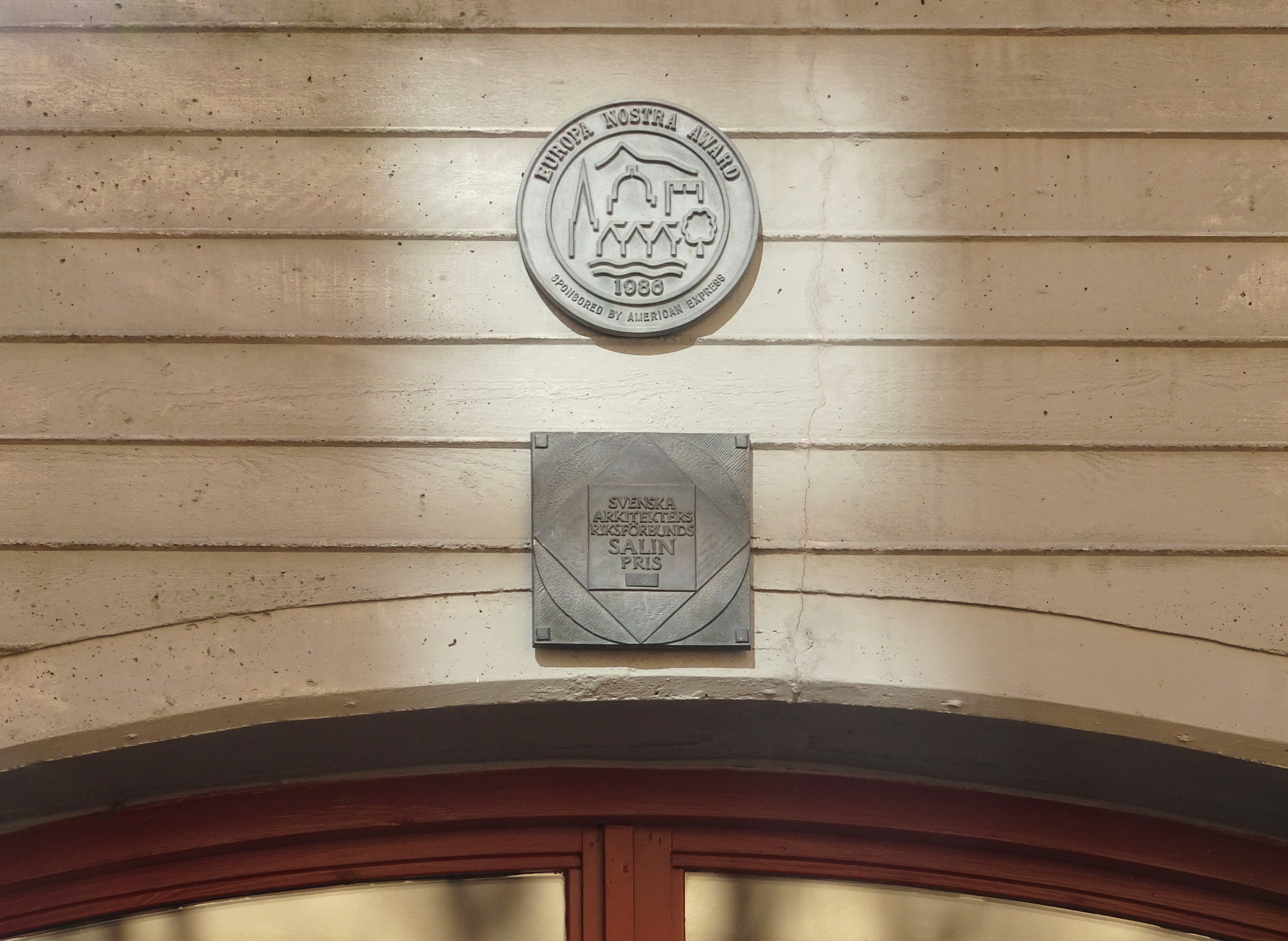
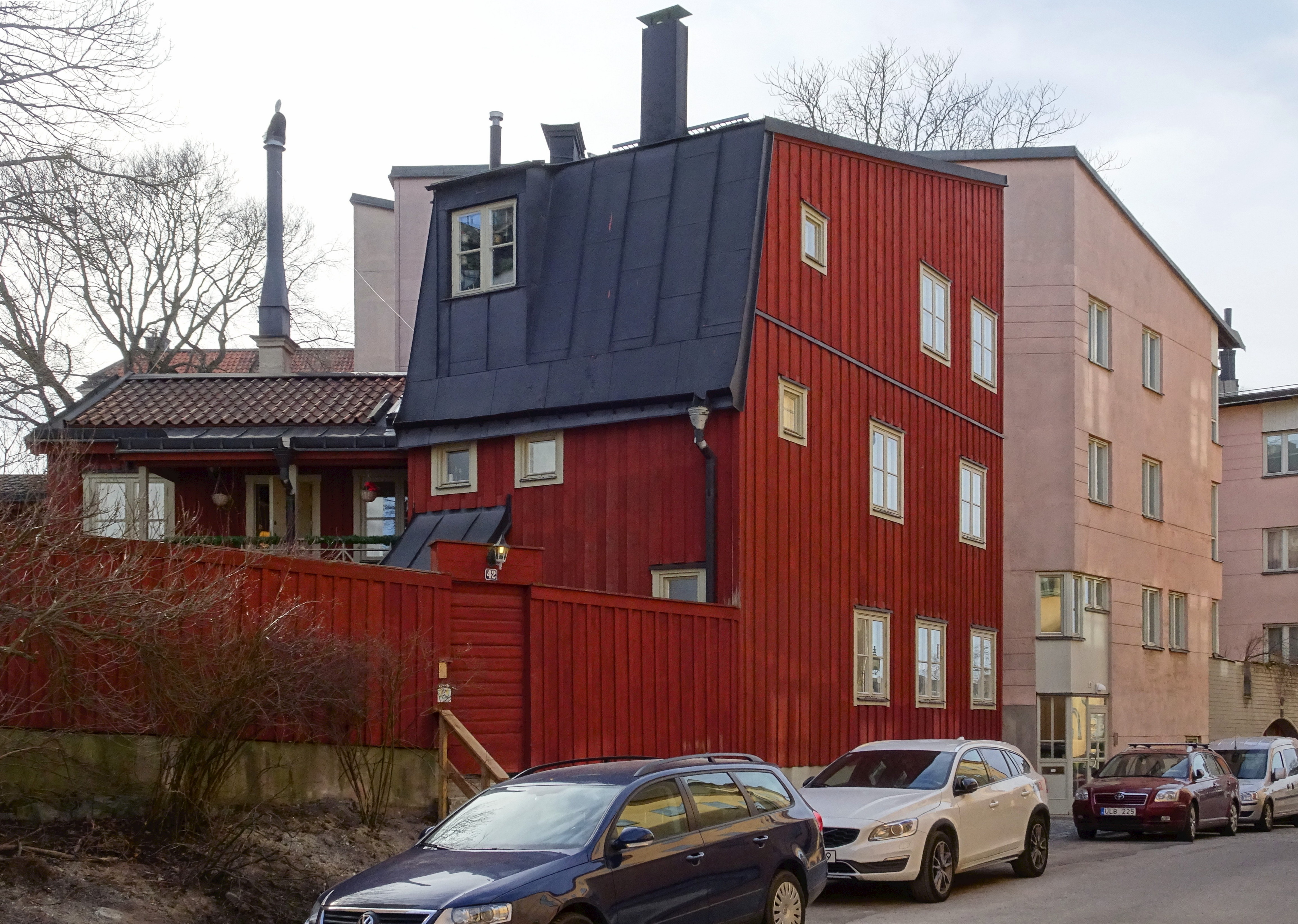
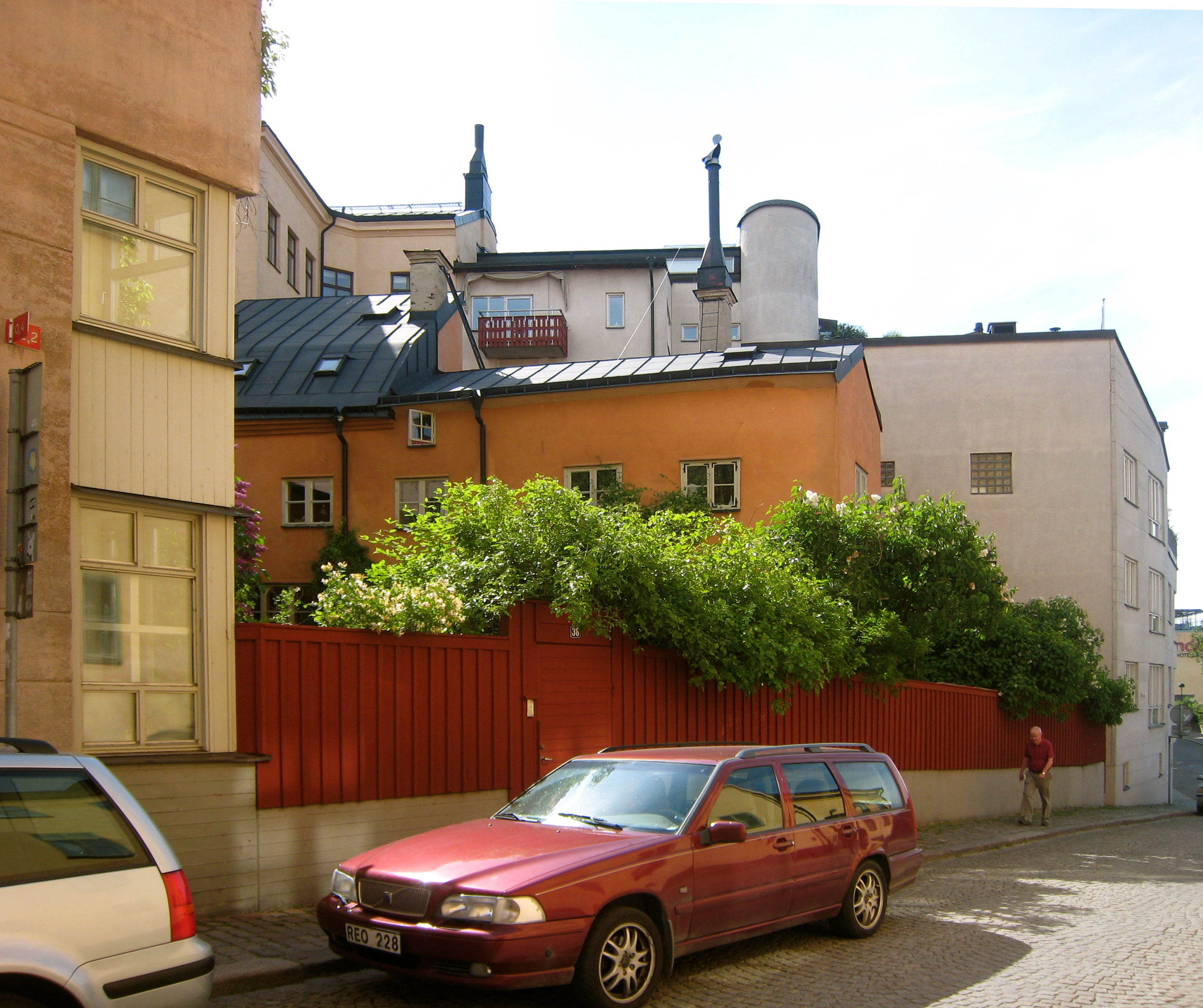